# Eroi di tutti i giorni
Eroi di tutti i giorni è un film del 1995 diretto da Diane Keaton.
È stato presentato nella sezione Un Certain Regard al 48º Festival di Cannes.

## Trama
Agli inizi degli anni '60, Steven, un ragazzo di origini ebree di dodici anni, vive con il padre, che è un maniaco della scienza e si diletta in invenzioni e la dolcissima e amatissima madre Selma. Un giorno, la donna ha un malore e, a seguito di esami, le viene diagnosticato un tumore. Steven, sconvolto, cerca rifugio dagli eccentrici zii Danny e Arthur che vivono in un grande appartamento pieno di strani oggetti. Danny è generoso e afflitto da mania di persecuzione, mentre Arthur, candido e semplice, ama visitare discariche alla ricerca di oggetti - ricordo. Steven è affascinato dai due zii e dal loro mondo. Nonostante la loro eccentricità i due uomini avranno un ruolo importante per il ragazzo. Con loro vive avventure particolari e importanti per la sua formazione, come la visita alla tomba del nonno nel cimitero israelitico o la partecipazione in Sinagoga al rito iniziatico che segna il suo passaggio all'adolescenza. È grazie a loro, anche, che Steven si distacca dal conformismo diffuso nei più e che acquisisce una grande maturità. La malattia della madre, purtroppo, progredisce in maniera nefasta e fa sì che tutta la famiglia si ritrovi al suo capezzale per un ultimo saluto e abbraccio alla donna.
Un'ultima fotografia si aggiunge ai ricordi del ragazzo: quella del padre, degli zii e della sorellina, tutti riuniti come famiglia.